# Талабаев, Виталий Викторович
Виталий Викторович Талабаев (8 октября 1973, Борне-Сулиново, ПНР — 13 сентября 1999, Новолакский район, Дагестан) — начальник штаба — заместитель командира 119-го гвардейского парашютно-десантного полка 106-й гвардейской воздушно-десантной дивизии, гвардии майор; Герой России (1999).

## Биография
В 1990 году окончил Свердловское суворовское военное училище, в 1994 г. — Рязанское высшее воздушно-десантное командное училище.
Командовал парашютно-десантным взводом. C января по апрель 1995 года участвовал в первой чеченской войне, отличился в боях при форсировании реки Сунжа.
С 1995 года — заместитель командира, командир парашютно-десантной роты. С 1997 года, по окончании с отличием Высших офицерских курсов «Выстрел» — заместитель командира 119-го гвардейского парашютно-десантного полка. Досрочно получил воинские звания «старший лейтенант» и «капитан». Стал кандидатом в мастера спорта по офицерскому троеборью, гиревому спорту, плаванию.
13 сентября 1999 года проводил рекогносцировку местности в Новолакском районе Дагестана. Обнаружив боевиков, сооружавших укреплённые позиции, навёл на них воздушный и артиллерийский огонь, затем атаковал их на боевой машине десанта, уничтожил миномёт противника с расчётом, а также автомобиль с находившимися в нём 8 боевиками. При дальнейшем преследовании боевиков погиб в составе экипажа боевой машины десанта, подорвавшейся на противотанковой мине.
Похоронен в Самаре на кладбище «Рубёжное».
Очередное воинское звание «майор» присвоено Приказом командующего Воздушно-десантными войсками от 5 октября 1999 г. (посмертно).
За мужество и героизм, проявленные при ликвидации незаконных вооружённых формирований в Северо-Кавказском регионе, Указом Президента Российской Федерации от 30 декабря 1999 года гвардии майору Талабаеву Виталию Викторовичу присвоено звание Героя Российской Федерации (посмертно).

### Семья
Отец — Виктор Петрович Талабаев (род. 5.12.1950).
Мать — Лидия Павловна Лаврентьева (род. 8.12.1950).
- сестра — Елена (1980—1984),
- брат — Вадим (род. 22.1.1986)[4].

Жена — Инна Владимировна Талабаева (в девичестве Константинова) (род. 30.8.1975, Чирчик); дети:
- Виталина (род. 8.7.1995)
- Никита (род. 9.12.1998)[1].

## Награды
- медаль «Золотая Звезда» Героя России (30.12.1999)
- орден Мужества (1995)
- медали.

## Память
- Имя В. Талабаева носит одна из улиц в Самаре[5].
- Имя В. Талабаева увековечено на памятнике-мемориале, посвящённом выпускникам Екатеринбургского суворовского военного училища, погибшим при исполнении служебных обязанностей и выполнении интернационального долга[6].
- Муниципальное  бюджетное общеобразовательное учреждение средняя  общеобразовательная школа №64 имени Героя России В.В.Талабаева городского округа Самара